# Циркумвалаційна лінія

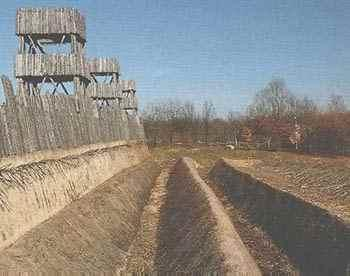
Реконструкція циркумвалаційної лінії, яка використовувалась при облозі Алезії

Циркумвалаційна лінія (від лат. circum — коло та vallatio — укріплення) — неперервна лінія укріплень, яку зводили війська, що здійснювали облогу фортець для прикриття свого тилу на випадок спроб противника виручити обложених нападом ззовні.
Як і контрвалаційна лінія, створювалась у вигляді суцільного рову з валом та розташованими на певній відстані одна від одної баштами чи вежами.
Уміле використання Юлієм Цезаром циркумвалаційної лінії при облозі Алезії дозволило римським військами не пропустити підкріплення обложеним галлам, а потім і розгромити їх.
З розвитком артилерії та підвищенням маневреності військ циркумвалаційні лінії стали створюватись у вигляді опорних пунктів, які знаходились у вогневому зв'язку один з одним.
Певна подоба циркумвалаційної лінії була створена військами коаліції під час Кримської війни.